# Unidad Vecinal Providencia
La Unidad Vecinal Providencia, Torres EMPART o Condominio EMPART es un complejo habitacional ubicado en la comuna de Providencia. El complejo empezó a construirse el año 1953 y fue terminado el año 1968. Es obra de los arquitectos Carlos Barella Íriarte e Isaac Eskenazi Tchimino y fue construida a petición de la Caja de Previsión de Empleados Particulares (Empart) por la constructora Neut Latour.
El Conjunto se encuentra rodeado por las calles Providencia, Carlos Antúnez, Marchant Pereira y Antonio Varas. El complejo colinda por el norte con Av. Providencia y la Iglesia de la Divina Providencia y al sur con el Hospital Dr. Luis Calvo Mackenna. Tiene un número total de 1800 unidades habitacionales, divididas en edificios de 5 (5) , 10 (6)  y 14 (1)  y 23 (2) pisos, estos dos últimos con forma de Escalímetro y coloquialmente llamadas como "Las Torres de Carlos Antúnez".
El condominio tiene una superficie total de 12,7 Hectáreas compuestas de edificios en su mayoría rodeados de áreas verdes, mismo estilo de la Remodelación San Borja.
Las viviendas son de tipo sólido, siendo el material principal hormigón armado. Las unidades habitacionales a su vez dependen de cada edificio, siendo en su mayoría departamentos dúplex.

## Historia
El conjunto se encuentra ubicado donde anteriormente se encontraba la Chacra Lo Chacón (perteneciente a la familia del héroe nacional Arturo Prat), terreno donde fue construida la Iglesia de la Divina Providencia y la Ciudad del Niño (en ese entonces, "La Casa Nacional del Niño" posteriormente trasladada a la comuna de San Miguel). 
La Unidad Vecinal Providencia fue concebida como un encuentro entre lo urbano y la comodidad. Para su tiempo de inauguración el complejo combinaba edificios de gran altura (conforme a los estándares de la época y el sector) y una ubicación central (colindando hacia el norte con Av. Providencia, parte del Eje Alameda-Providencia-Apoquindo y cercana a la estación de Metro Pedro de Valdivia) con un parque con tintes vanguardistas, el cual incluía espejos de agua, pajareras y una gran cantidad de flora nativa. Además el conjunto apuntaba a la buena calidad de vida de sus habitantes incluyendo salas multiusos en todas sus torres, así como un gimnasio (colindante con la Torre 33) y obras de arte en mosaico (presente en los 6 blocks de 10 pisos). 
Las unidades habitacionales gozan del carácter de viviendas sociales al ser construidas por la Caja de Empleados Particulares (EMPART) y la mayoría de sus habitantes originarios eran trabajadores pertenecientes a dicha caja de previsión.
Desde su inauguración el conjunto ha sobrellevado satisfactoriamente el Terremoto de Algarrobo de 1985, el Terremoto de Chile de 2010 y el Terremoto de Coquimbo de 2015, principalmente por su calidad de construcción, siendo construido cerca de 40 años antes de la Norma Chilena 433 sobre diseño sísmico de edificios.